# Haradzisjtja (ort i Belarus, Mahiljoŭs voblast)
Haradzisjtja (belarusiska: Гарадзішча) är en agropolis i Belarus.   Den ligger i voblasten Mahiljoŭs voblast, i den nordöstra delen av landet, 200 km öster om huvudstaden Minsk. Haradzisjtja ligger 168 meter över havet och antalet invånare är 685.

## Natur
Terrängen runt Haradzisjtja är huvudsakligen platt. Haradzisjtja ligger nere i en dal. Trakten är glest befolkad. Det finns inga andra samhällen i närheten.